# Brede zalmen
Brede zalmen (Curimatidae) zijn een familie van straalvinnige vissen uit de orde van Karperzalmachtigen (Characiformes).

## Geslachten
- Curimata L. A. G. Bosc, 1817
- Curimatella C. H. Eigenmann & R. S. Eigenmann, 1889
- Curimatopsis Steindachner, 1876
- Cyphocharax Fowler, 1906
- Potamorhina Cope, 1878
- Psectrogaster C. H. Eigenmann & R. S. Eigenmann, 1889
- Pseudocurimata Fernández-Yépez, 1948
- Steindachnerina Fowler, 1906